# Davy Jones (Rennfahrer)

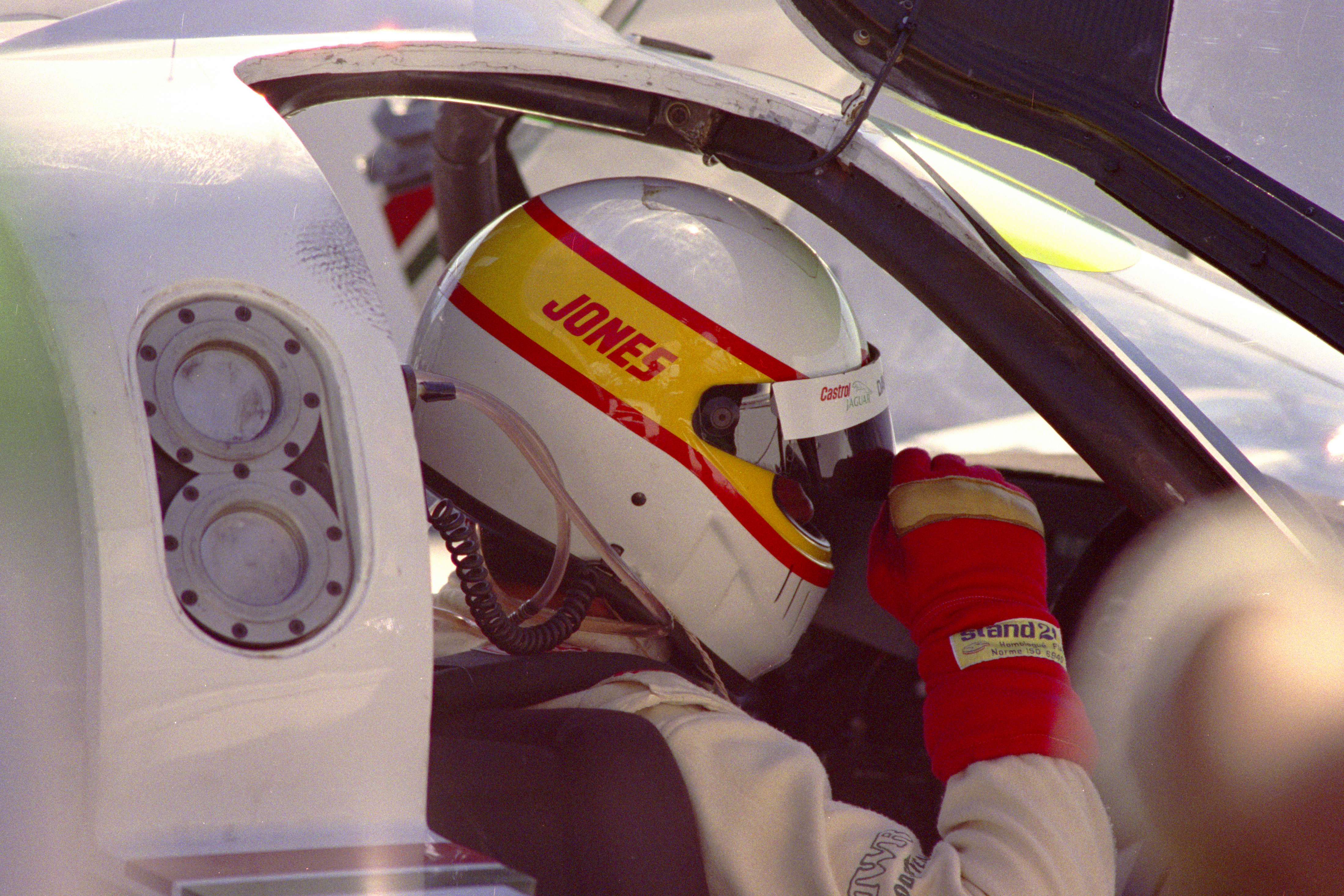
Davy Jones im Cockpit

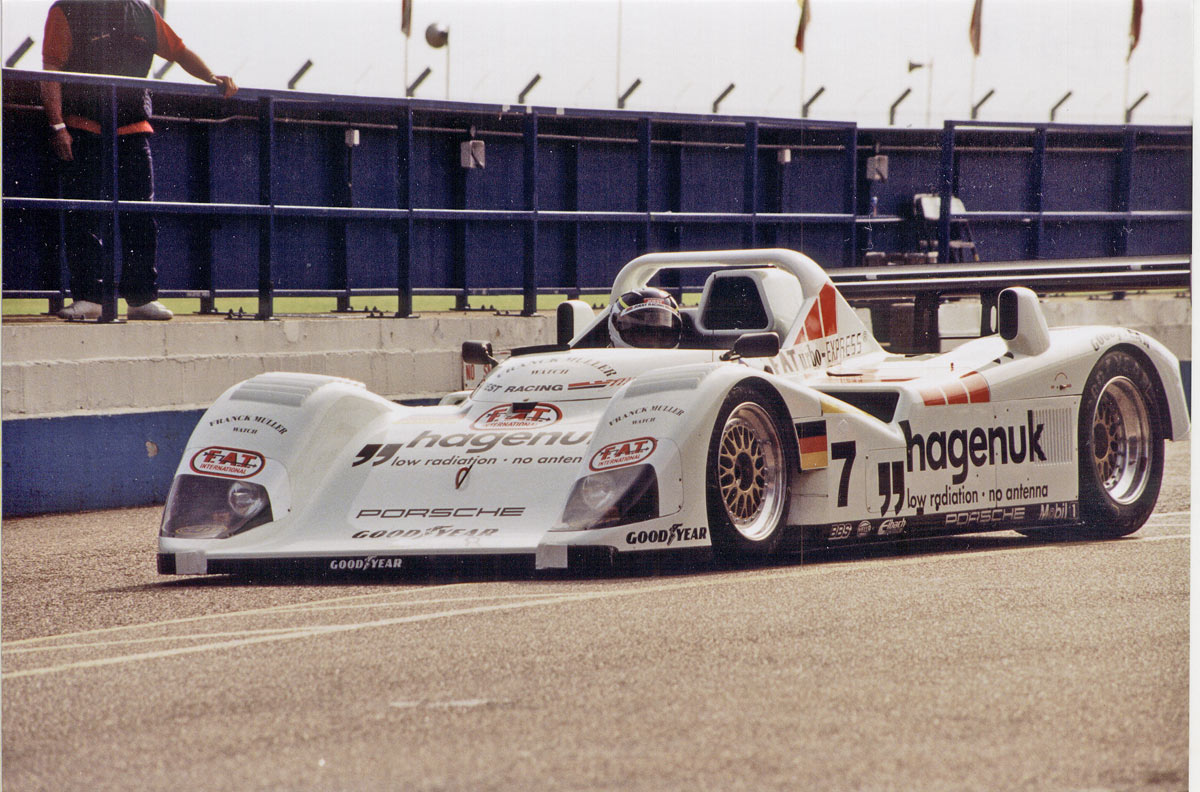
TWR-Porsche WSC-95 mit der Startnummer 7; Davy Jones gewann mit diesem Fahrzeug das 24-Stunden-Rennen von Le Mans 1996

Duane Davy Jones (* 1. Juni 1964 in Chicago) ist ein US-amerikanischer Automobilrennfahrer.

## Anfänge im Monopostosport
Jones begann seine Karriere als Fahrer in den frühen 1980er-Jahren in den kleinen Monoposto-Formeln Formel Vau und Formel 3. Er bestritt 1982 zwei Rennen zur Britischen Formel-3-Meisterschaft und war im selben Jahr auch in der US-amerikanischen Formel-Super-Vau-Meisterschaft engagiert, die er als Meisterschaftsdritter beendete. Bis 1984 fuhr er regelmäßig Formel-3-Rennen in Europa und erreichte 1984 den dritten Gesamtrang in der Formel Pacific, eine Rennserie die in Australien und Neuseeland ausgefahren wird. Mit knapp 20 Jahren war Jones bereits auf drei Kontinenten als Rennfahrer aktiv, die wichtigste Serie war dabei die Britische Formel-3-Meisterschaft, wo er 1983 hinter Ayrton Senna und Martin Brundle Dritter in der Gesamtwertung wurde. Der Sprung in die nächsthöheren Monopostoklassen gelang dem Amerikaner in Europa jedoch nicht, in Ozeanien war er sehr wohl erfolgreich. Zweimal, 1984 und 1987 gewann er den Großen Preis von Neuseeland, ein Rennen das nach der Rennformel Atlantic ausgefahren wurde.

## Erfolge im Sportwagen
1986 wurde Jones Werksfahrer bei BMW Motorsport und ging in der IMSA-GTP-Serie an den Start. Sein Teamkollege war sein Landsmann John Andretti. Gemeinsam gewannen sie den Meisterschaftslauf in Watkins Glen. Es war der einzige Sieg von BMW in der IMSA-Saison-1986.
1988 folgte ein großer Karrieresprung mit dem Werksengagement im Sportwagenteam von Jaguar unter der Führung von Tom Walkinshaw. Für den britischen Rennstall fuhr er die XJR-Prototypen in der IMSA-GTP-Serie und bei ausgewählten Rennen in der Sportwagen-Weltmeisterschaft. 1988 und 1989 erzielte er in der US-amerikanischen Rennserie Spitzenergebnisse und sicherte sich mit dem Erfolg beim 24-Stunden-Rennen von Daytona 1990 seinen ersten großen Sieg bei einem internationalen Sportwagenrennen. Seine Teampartner waren Jan Lammers und Andy Wallace. Im selben Jahr wurde er Dritter beim 12-Stunden-Rennen von Sebring und gewann das 300-km-Rennen von Portland. 1991 wurde er gemeinsam mit Michel Ferté und Raul Boesel Zweiter beim 24-Stunden-Rennen von Le Mans und gewann bis zum Ende des Jaguar-Engagements im Sportwagensport noch weitere fünf IMSA-GTP-Wertungsläufe.
1996 wurde er von Reinhold Joest engagiert, um den TWR-Porsche WSC-95 in Le Mans zu pilotieren. Gemeinsam mit  Alexander Wurz und Manuel Reuter steuerte er den Prototyp zum Gesamtsieg und damit zu seinem größten Erfolg im internationalen Motorsport. Nach einem Trainingsunfall beim Indy-Racing-League-Rennen am Walt Disney World Speedway im Frühjahr 1997, der ihn zum Rücktritt vom professionellen Motorsport veranlasste, musste Jones auch auf einen Start in Le Mans verzichten und trat von seinem Vertrag mit Joest Racing zurück. Sein Ersatzmann war Tom Kristensen, der sein erstes 24-Stunden-Rennen von Le Mans gewann.
Nach dem vollständigen Ausheilen seiner Verletzungen ging er hin und wieder bei Sportwagenrennen an den Start. Seinen bisher letzten Auftritt hatte er beim 24-Stunden-Rennen von Daytona 2012, das er auf einem Porsche 997 GT3 RSR als 39. beendete.

## Champ-Car- und Indy-Racing-League
Neben seinem Sportwagenengagement war Jones ab 1987 sporadisch in der Champ-Car-Serie am Start und hier in erster Linie beim 500-Meilen-Rennen von Indianapolis, wo er 1987 mit einem 28. Rang sein Debüt gab. 1989 kam er mit dem siebten Endrang erstmals unter die ersten Zehn der Gesamtwertung. 1996 hätte er in Indianapolis beinahe die Sensation geschafft. Jones lag das gesamte Rennen im Spitzenfeld und hatte mehrmals die Führung inne, die er acht Runden vor Schluss an Buddy Lazier abgeben musste, der 0,6 Sekunden vor Jones als Erster abgewinkt wurde.
Die Karriere des US-Amerikaners endete nach einem schweren Unfall beim Training zum Indy-Racing-League-Rennen am Walt Disney World Speedway im Januar 1997. Jones verlor in Turn 3 die Herrschaft über seinen Boliden und schlug in die Begrenzungsmauer ein, wobei er schweren Nacken- und Rückenverletzungen erlitt. Er konnte von diesen Verletzungen zwar wieder vollständig genesen, musste seine professionelle Karriere jedoch beenden.

## NASCAR
1995 bestritt er sieben Rennen im Winston Cup (heute: Sprint Cup). Seine beste Platzierung als 20. gelang ihm beim Meisterschaftslauf auf dem Darlington Raceway.

## Statistik

### Le-Mans-Ergebnisse
| Jahr | Team            | Fahrzeug           | Teamkollege    | Teamkollege    | Platzierung | Ausfallgrund |
| ---- | --------------- | ------------------ | -------------- | -------------- | ----------- | ------------ |
| 1988 | Silk Cut Jaguar | Jaguar XJR-9LM     | Price Cobb     | Danny Sullivan | Rang 16     |              |
| 1989 | Silk Cut Jaguar | Jaguar XJR-9LM     | Derek Daly     | Jeff Kline     | Ausfall     | Motorschaden |
| 1990 | Silk Cut Jaguar | Jaguar XJR-12      | Michel Ferté   | Eliseo Salazar | Ausfall     | Motorschaden |
| 1991 | Silk Cut Jaguar | Jaguar XJR-12      | Michel Ferté   | Raul Boesel    | Rang 2      |              |
| 1996 | Joest Racing    | TWR-Porsche WSC-95 | Alexander Wurz | Manuel Reuter  | Gesamtsieg  |              |

### Sebring-Ergebnisse
| Jahr | Team                    | Fahrzeug        | Teamkollege   | Teamkollege    | Platzierung | Ausfallgrund |
| ---- | ----------------------- | --------------- | ------------- | -------------- | ----------- | ------------ |
| 1988 | Castrol Jaguar Racing   | Jaguar XJR-9D   | Jan Lammers   | Danny Sullivan | Rang 7      |              |
| 1989 | Castrol Jaguar Racing   | Jaguar XJR-9D   | Jan Lammers   |                | Rang 14     |              |
| 1990 | Castrol Jaguar Racing   | Jaguar XJR-12D  | Jan Lammers   | Andy Wallace   | Rang 3      |              |
| 1991 | Bud Light Jaguar Racing | Jaguar XJR-12D  | Raul Boesel   | John Nielsen   | Rang 5      |              |
| 1992 | Bud Light Jaguar Racing | Jaguar XJR-12D  | David Brabham |                | Rang 4      |              |
| 1999 | CJ Motorsport           | Porsche 911 GT2 | John Morton   | John Graham    | Rang 24     |              |

### Einzelergebnisse in der Sportwagen-Weltmeisterschaft
| Saison | Team   | Rennwagen     | 1   | 2   | 3   | 4   | 5   | 6   | 7   | 8   | 9   | 10  | 11  |
| ------ | ------ | ------------- | --- | --- | --- | --- | --- | --- | --- | --- | --- | --- | --- |
| 1988   | Jaguar | Jaguar XJR-9  | JER | JAR | MON | SIL | LEM | BRÜ | BRH | NÜR | SPA | FUJ | SAN |
| 1988   | Jaguar | Jaguar XJR-9  |     |     |     |     | 16  |     | DNF |     |     |     |     |
| 1989   | Jaguar | Jaguar XJR-11 | SUZ | DIJ | JAR | BRH | NÜR | DON | SPA | MEX |     |     |     |
| 1989   | Jaguar | Jaguar XJR-11 | DNF |     |     |     |     |     |     |     |     |     |     |
| 1990   | Jaguar | Jaguar XJR-11 | SUZ | MON | SIL | SPA | DIJ | NÜR | DON | MOT | MEX |     |     |
| 1990   | Jaguar | Jaguar XJR-11 |     |     |     |     |     |     |     | DNF | 3   |     |     |
| 1991   | Jaguar | Jaguar XJR-12 | SUZ | MON | SIL | LEM | NÜR | MAG | MEX | AUT |     |     |     |
| 1991   | Jaguar | Jaguar XJR-12 | 2   |     |     |     |     |     |     |     |     |     |     |